# Casa de Misericordia
A Casa de Misericordia é um abrigo para mulheres vítimas de violência doméstica situado na cidade de Laredo (Texas) nos Estados Unidos da América, ligado a igreja católica.

## História
Em 1997 devido ao número alarmante de casos de violência doméstica os profissionais da Mercy Clinic, coincidindo com os pedidos na comunidade local, iniciaram um projeto para a construção de um abrigo para mulheres vítimas de agressões. O mesmo só se tornou realidade após a doação do Catherine’s Legacy Grant das Irmãs da Misericórdia e várias outras pessoas possibilitando que o abrigo abrisse suas portas em 7 julho de 1998.